# 中原油田街道
中原油田街道，是中华人民共和国河南省濮阳市华龙区下辖的一个乡镇级行政单位。

## 行政区划
中原油田街道下辖以下地区：
任登社区、庆北社区、胜利社区、盟东社区、临河社区、添运社区、天桥社区、兴隆社区、建安社区、建业社区、建设社区、光明社区、安厦社区、超越社区、师苑社区、康乐社区、盟城社区、康辉社区、科技社区、紫波社区、绿景社区、蓝盾社区、登峰社区、河东社区、世纪景苑社区、干城社区和凌云社区。